# Oreiscelio rugosus
Oreiscelio rugosus är en stekelart som beskrevs av Sundholm 1970. Oreiscelio rugosus ingår i släktet Oreiscelio och familjen Scelionidae. Inga underarter finns listade i Catalogue of Life.